# Hahnia difficilis
Hahnia difficilis är en spindelart som beskrevs av Harm 1966. Hahnia difficilis ingår i släktet Hahnia och familjen panflöjtsspindlar. Inga underarter finns listade i Catalogue of Life.